# مؤتمرات أمان الكمبيوتر
مؤتمرات أمان الكمبيوتر هي عبارة عن اتفاقية للأفراد المشاركين في أمان الكمبيوتر. وهي تعمل عمومًا كأماكن اجتماعات لمسؤولي النظام والشبكات والمتسللين وخبراء أمان الكمبيوتر.

## أحداث

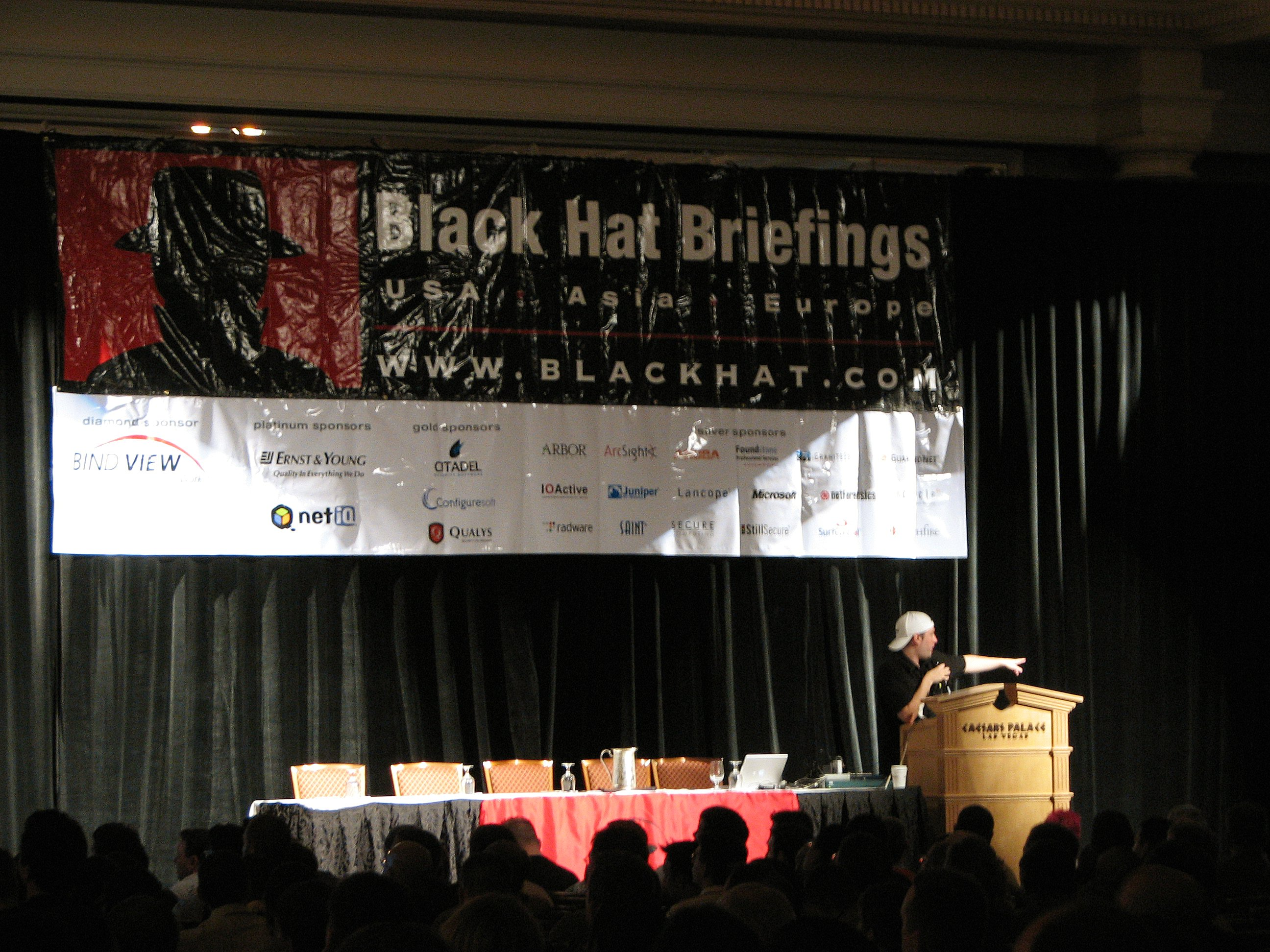
مايكل لين ، متحدث رئيسي في Black Hat Briefings 2005

تشمل الأنشطة الشائعة في اتفاقيات المتسللين مايلي:
- عروض تقديمية من المتحدثين الرئيسيين أو اللوحات المعروضة. المواضيع الشائعة تشمل الهندسة الاجتماعية، lockpicking ، اختبار الاختراق، وأدوات القرصنة.[1][2]
- التدريب العملي على الأنشطة والمسابقات مثل التقاط العلم (CTF).
- «معسكرات التمهيد» تقدم التدريب وإصدار الشهادات في تكنولوجيا المعلومات.[3]

### قائمة مؤتمرات أمان الكمبيوتر العامة
قد تعقد مؤتمرات الأمان العامة بواسطة رابطات مهنية غير هادفة للربح أو هادفة للربح أو أفراد أو مجموعة غير رسمية من الأفراد أو شركات بائعي المنتجات الأمنية. 

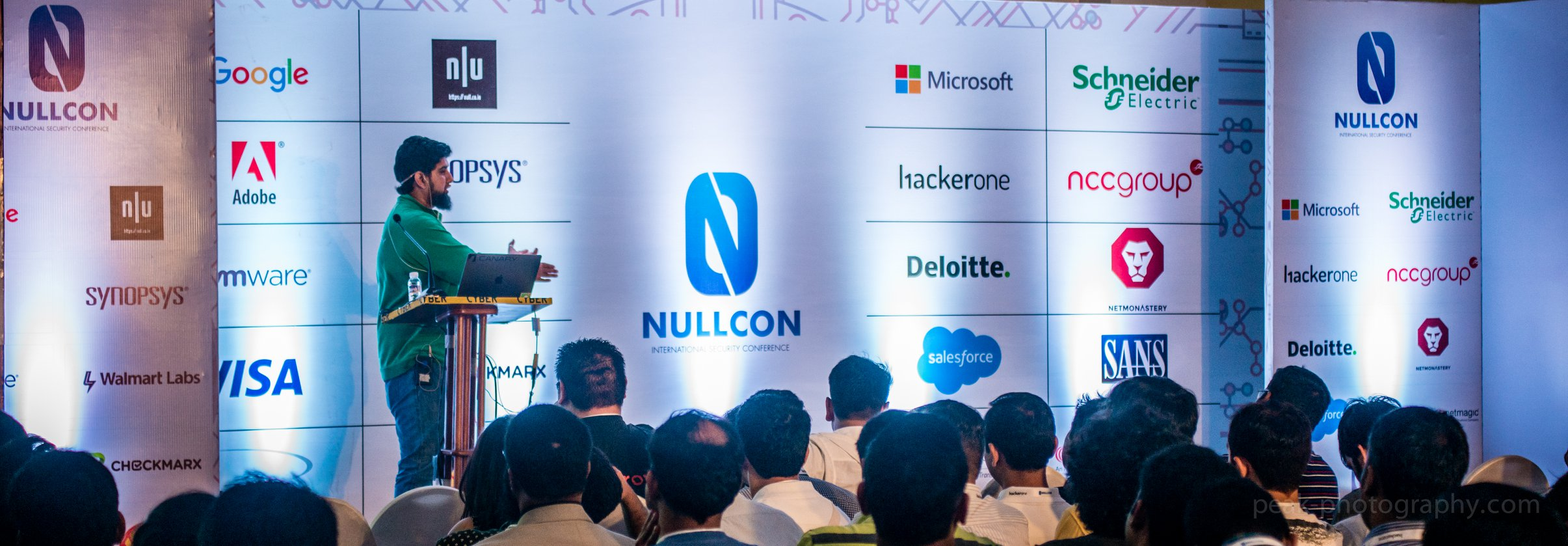
هارون مير ، متحدث رئيسي في nullcon 2018

44Con An Infosec : هو المؤتمر التدريبي الذي يحدث سنويا في لندن، المملكة المتحدة.
ACM-CCS (مؤتمرات حول أمن الكمبيوتر والاتصالات): هو مؤتمر الأمن الذي عقد منذ عام 1993.
ACSAC : هو المؤتمر السنوي لتطبيقات أمان الكمبيوتر - أقدم مؤتمر لأمن المعلومات يعقد سنويًا.
ASIA : هي الندوة السنوية حول ضمان المعلومات التي تعد بمثابة المسار الأكاديمي لمؤتمر الأمن السيبراني لولاية نيويورك، وهو مؤتمر سنوي لأمن المعلومات يعقد في ألباني، نيويورك عادة لمدة يومين خلال شهر يونيو يستهدف المشاركين الأكاديميين والحكوميين والصناعيين.
Black Hat : هي سلسلة من المؤتمرات التي تعقد سنويا في مدن مختلفة في جميع أنحاء العالم. تعد Black Hat USA ، التي عقدت في لاس فيجاس من قبل DEF CON ، واحدة من أكبر أحداث أمان الكمبيوتر في العالم.
BlueHat : وهو مؤتمر أمان Microsoft مدعو للدعوة مرتين فقط في العام، يهدف إلى الجمع بين محترفي الأمن في Microsoft والباحثين في مجال الأمن الخارجي.
Brucon : هو مؤتمر سنوي، عُقد سابقًا في بروكسل، منذ عام 2012، وهو يعقد في غنت. يستمر هذا المؤتمر لمدة يومين، ويسبقه فترة تدريب أيضاً.
CanSecWest : يقام هذا المؤتمر في فانكوفر في نهاية شهر مارس ويستضيف مسابقة القرصنة Pwn2Own.
CSS : هو المؤتمر الدولي لنظام التشفير والأمن في بولندا.
DeepSec : هذا المؤتمر يُعقد في فيينا، ويغطي العديد من الجوانب الأمنية للحوسبة والاتصالات الإلكترونية وكذلك إدارة الأمن والجوانب الاجتماعية. يزور DeepSec من قبل جمهور دولي واسع، على سبيل المثال: أكاديميين، باحثين، بائعين، ومُمولين، إدارة عامة وما إلى ذلك (يخضع لتدريب لمدة يومين، ومؤتمر لمدة يومين). يتم نشر شرائح العروض التقديمية على Vimeo و YouTube.
Department of Defence Cyber Crime Conference : وهو مؤتمر سنوي يركز على احتياجات أمن الكمبيوتر للحكومة الفيدرالية والجيش والدفاع في الولايات المتحدة.
FSec : هو مؤتمر الأمن السنوي الكرواتي الذي يُعقد في كلية التنظيم والمعلوماتية في فارازدين.
GreHack.fr : هو مؤتمر سنوي عُقد في غرينوبل. المتحدثون هم من فئات الأوساط الأكاديمية والصناعية. أيضاً هناك متحدثين في كل من مختصين الأمن الهجومي والدفاعي لأمان الحاسب.
.
Hack.lu : وهو مؤتمر سنوي يُعقد في لوكسمبورغ.
Hacker Halted : هو مؤتمر مُقدم من المجلس الأوروبي (EC-Council)، الهدف من السلسلة العالمية لمؤتمرات هاكر هالدت هو زيادة الوعي الدولي بزيادة التعليم والأخلاقيات في أمن تكنولوجيا المعلومات.
HackinParis : هو حدث ومؤتمر سنوي تنظمه SYSDREAM. يشتمل البرنامج على أمن تكنولوجيا المعلومات، والتجسس الصناعي، واختبار الاختراق، والأمن المادي، والهندسة الاجتماعية، والتحليل والأدلة الجنائية، وتقنيات تحليل البرامج الضارة والتدابير المضادة.
Hackito Ergo Sum : وهو مؤتمر الأمن المتعلق بموضوعات البحث، مع تواجد الحضور والمتحدثين من كل من الصناعات المختلفة، ويُناقش فيه قضايا مهمة وجوانب عدة مثل الجانب الهجومي والدوائر الأكاديمية المتعلقة في أمان الحاسب. هذا المؤتمر يُعقد في باريس كل أبريل.
HITBSecConf / Hack In The Box : وهو مؤتمر أمن المعرفة العميقة الذي يُعقد في ماليزيا وهولندا.
ICISSP : وهو المؤتمر الدولي الذي يهتم حول أمن وخصوصية نظم المعلومات، وأيضاً يقيم ندوة IEEE حول الأمن والخصوصية، في مؤتمر مصغر حول الخصوصية والأمن العالي.
INFWARCON : وهو مؤتمر يدور ويغطي حقائق خلف حرب المعلومات، وهو أيضاً مؤتمر التدريب على الأسلحة والتكنولوجيا السيبرانية.
IP EXPO Europe : هو مؤتمر يُعقد سنويًا في مركز ExCeL في لندن.
IP EXPO Nordic : وهو مؤتمر يُعقد سنويًا في مركز Waterfront للمؤتمرات في ستوكهولم.
IWSECC : وهو مؤتمر وورشة عمل دولية حول هندسة الأمن للحوسبة السحابية بالتزامن مع المؤتمر الدولي الرابع عشر حول الإتاحة والموثوقية والأمن (ARES - http://www.ares-conference.eu). 
LeetCon ، IT-Security-Convention : وهو مؤتمر يُعقد في هانوفر (ألمانيا)، بشكل متكرر في شهري أكتوبر أو نوفمبر من كل عام. تدور مواضيع هذا الحدث والمؤتمر عن محادثات حول أمن تكنولوجيا المعلومات، إنترنت الأشياء، الصناعة 4.0 وغيرها.
NDSS : وهي ندوة أمن الشبكات والنظام الموزع، وهو أيضاً مؤتمر الأمن السنوي من مجتمع الإنترنت.
NSPW : وهي ورشة عمل جديدة لنماذج الأمان، وورشة تدمج أعمال وأفكار جديدة في مجال الأمن.
nullcon Security Conference : وهو حدث أمني سنوي يعقد في جوا، في الهند.
Open Web Application Security Project (OWASP) : وهو مؤتمر وحدث يركز على أمان تطبيقات الويب.
REcon REcon : هو مؤتمر أمان الكمبيوتر ويركز على الهندسة العكسية وتقنيات الاستغلال المتقدمة في الجوانب التقنية.
RSA Security Conference : وهو مؤتمر التشفير وأمن المعلومات المتعلق بأمن البيانات، والذي يُعقد سنويًا في منطقة خليج سان فرانسيسكو.
RuhrSec : وهو مؤتمر الأمن السنوي غير الربحي في جامعة روهر بوخوم.
S4: وهي الندوة العلمية للأمن بأنظمة SCADA ، وهي أيضاً بمثابة مؤتمر الأمن الخاص بـ SCADA الذي يُعقد سنوياً (عادةً في ميامي) بواسطة Digital Bond .
SecurIT 2012 : وهو المؤتمر الدولي لأمن إنترنت الأشياء الذي عُقد في منتصف شهر أغسطس في أمريتا فيشوا فيديابيثام.
SecureWorld Expo ، وهو عبارة عن سلسلة من مؤتمرات أمن تكنولوجيا المعلومات التي توفر التعليم وفرص التدريب على CPE والتواصل بين قادة الأمن والخبراء وكبار المسؤولين التنفيذيين وصناع السياسة الذين يشكلون وجه الأمن.
SIN ACM : وهو المؤتمر الدولي لأمن المعلومات والشبكات.
SOURCE Conference : هو مؤتمر أمان الكمبيوتر في بوسطن ودبلن وسياتل، وهو يقدم التعليم في كل من الجوانب التجارية والفنية لصناعة الأمن.
SSTIC [fr] : وهي ندوة الأمن الفرنسية السنوية التي عقدت في رين.
Swiss Cyber Storm : وهو المؤتمر الدولي لأمن تكنولوجيا المعلومات الذي عقد في أكتوبر في KKL لوسيرن.
TROOPERS : وهو مؤتمر لأمن تكنولوجيا المعلومات، وهو يعتبر حدث سنوي دولي لأمن تكنولوجيا المعلومات مع ورش عمل عقدت في هايدلبرغ، ألمانيا.
USENIX Security : وهو المؤتمر الأمني السنوي المرتبط بـ USENIX.
Virus Bulletin : وهو مؤتمر الأمن السنوي الذي عقد في أواخر شهر سبتمبر أو أوائل شهر أكتوبر منذ عام 1989.
0SecCon : وهو المؤتمر الذي عُقد في ولاية كيرالا.
Positive Hack Days : وهو الحدث الدولي السنوي لأمن تكنولوجيا المعلومات ويُعقد مع ورش العمل التي عقدت في موسكو، روسيا.
WIFS : وهي ورشة عمل حول الأدلة الجنائية والأمن، وأيضاً ورشة عمل سنوية تستضيفها جمعية معالجة الإشارات IEEE.

## مؤتمرات المخترقين

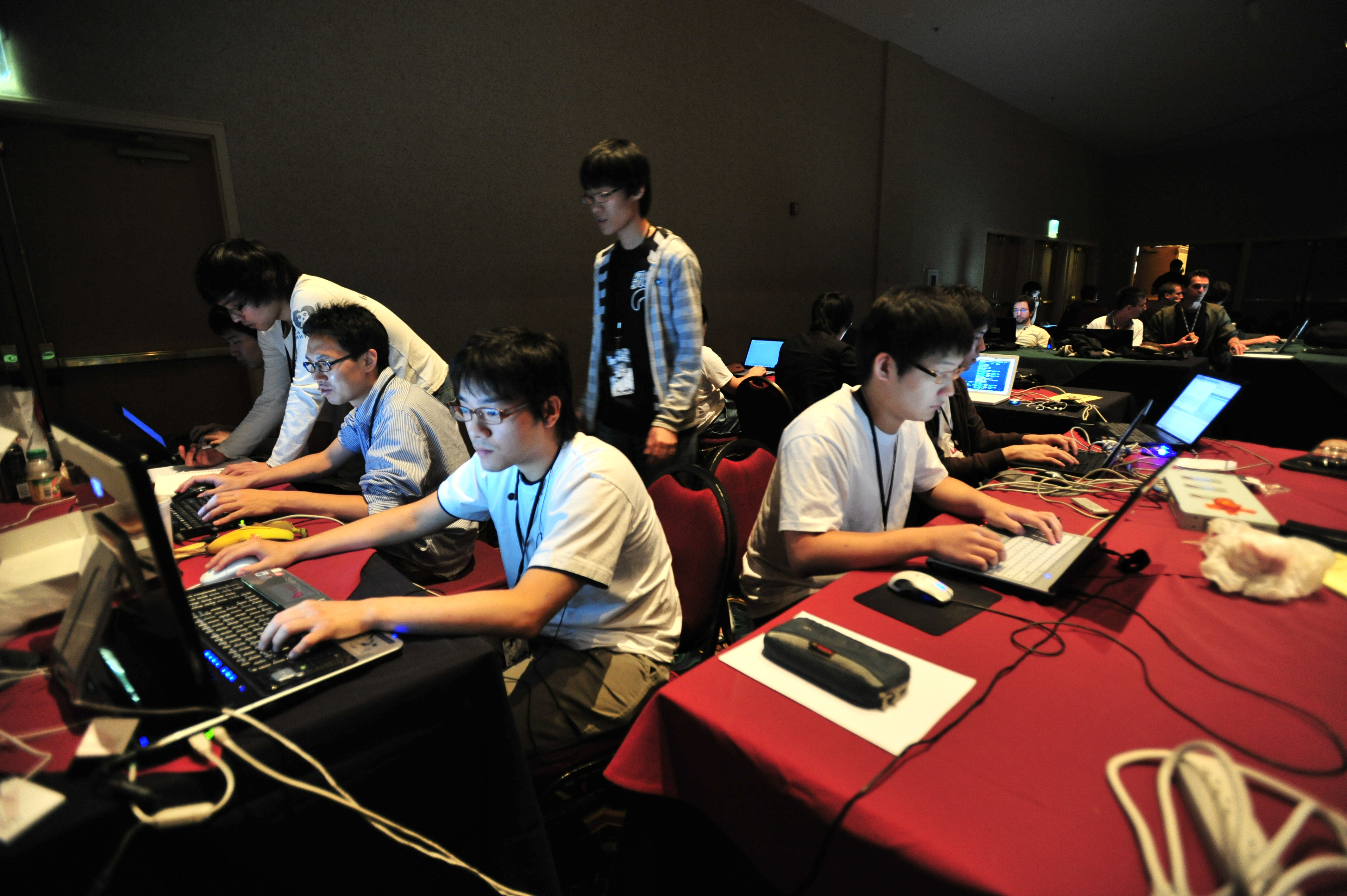
فريق يتنافس في مسابقة CTF في DEFCON 17

مؤتمر المتسللين أو «مؤتمر المخترقين»، المعروف أيضًا باسم خداع المتسللين ، هو مؤتمر للمتسللين. ويعتبر هذا المؤتمر بمثابة أماكن للقاء والمشاركة مابين المخترعين والمتسللين والمتخصصين في مجال الأمن.
لا تعتمد الأحداث الفعلية والمدد الزمنية وتفاصيل الموضوعات المختلفة لهذه الاتفاقيات فقط على الاتفاقية المحددة التي يتم حضورها، ولكن أيضًا على سمعتها المتصورة. عادةً ما تتم صياغة التفاصيل الفعلية لأي اتفاقية معينة بسرية معتدلة نظرًا لشرعية بعض اللجان، وكذلك استعداد الحاضرين لشرح أنفسهم لإنفاذ القانون والأفراد الأقل ذكاءًا بالكمبيوتر (انظر جدلية تعريف المتسللين).
تشمل المواضيع الشائعة مثل جوانب في: الحراسة، الأقفال، أمن الشركات والشبكات، الحقوق والحريات الشخصية، التقنيات الحديثة، بالإضافة إلى الرسوم العامة «المهوسين التقنيين». قد يكون هناك بعض المسابقات والأحداث التعاونية العامة مثل hackathons . 

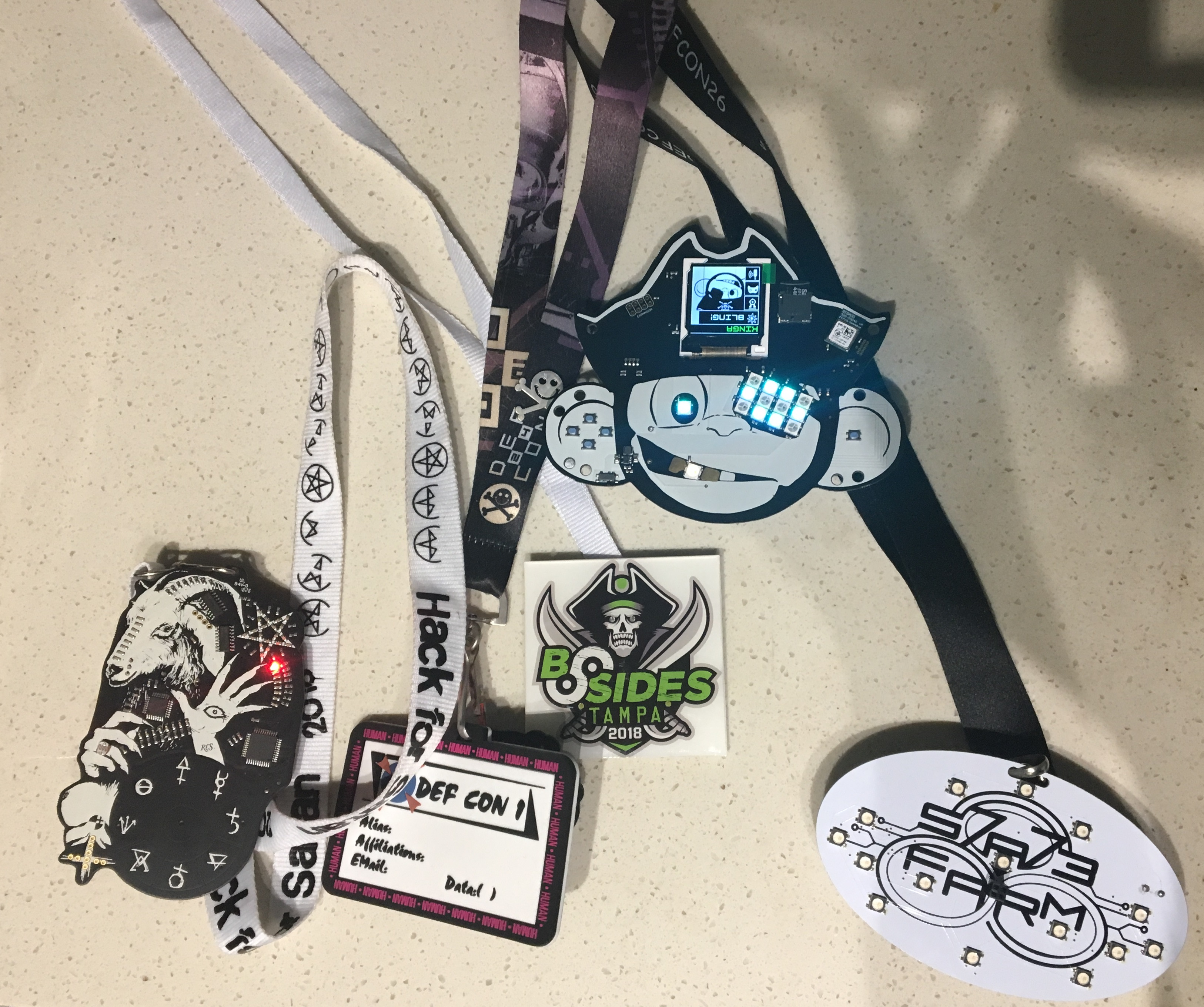
مجموعة متنوعة من شارات مؤتمر القراصنة الإلكترونية وغير الإلكترونية

يتمثل أحد جوانب مؤتمرات Hacker التي تميل إلى التمييز بين العديد من "HackerCons" عن مؤتمرات أمان الكمبيوتر العامة، في تطور شارة المؤتمر. على الرغم من أن العديد من المؤتمرات تستخدم شارة مصنوعة من أدوات ورقية / بلاستيكية قياسية إلى حد ما لتحديد هوية الحضور بالاسم، فقد تطورت العديد من شركات القرصنة لاستخدام المزيد من الشارات غير التقليدية، مثل شارات PCB الإلكترونية المزودة بمصابيح LED وشاشات LCD ، ويمكن أن تشمل خصائص مميزة شبكية مثل الـ «واي فاي»، وأيضاً وظائف متقدمة وغالبًا ما تكون مخفية، لتشمل الألعاب، التي لا تحدد هوية الفرد، وتشجع أحيانًا هوية المجموعة أو الانتماء الجماعي الإقليمي / المحلي.
وقد حفز هذا الأمر على إنشاء ما يسمى بـ «الشارة» حيث يمكن للأفراد والمنظمات المختلفة (مثل مجموعات الهاكرز المحلية) تصميم أو إنشاء أو بيع أو توزيع ملابس حاضرة منفصلة على «الشارة» بالإضافة إلى شارة المؤتمر الخاصة بهم. قد يتم شراء هذه الشارات، ولكن قد يتعين كسب بعضها عن طريق إكمال التحدي في المؤتمر. واحدة من أندر وأكثر الشارات المرغوب فيها هي شارة DefCon أو ماتسمى أحياناً (بالشارة السوادء). في حين أن استخدام الشارات مرتبط تقليديًا بـ DefCon ، فقد امتد استخدام هذه الشارات إلى مؤتمرات أخرى.

### قائمة بمؤتمرات القراصنة
- AthCon : هو أكبر مؤتمر للقراصنة في جنوب شرق أوروبا، وهو يعقد سنويًا في أثينا، اليونان.[50]
- BSides ، هو مؤتمر مجتمعي الذي بدأ في البداية في الولايات المتحدة، وأصبح الآن عالميًا.[51]
- CarolinaCon : وهو مؤتمر سنوي لأمن المعلومات والحقوق، ويُعقد كل ربيع في مثلث الأبحاث في نورث كارولينا.
- Chaos Communication Congress : وهو أقدم وأكبر مؤتمر للمتسللين في أوروبا، يعقده Chaos Computer Club .
- CircleCityCon : هو مؤتمر للأمن والتكنولوجيا يعقد سنويًا في شهر يونيو في إنديانابوليس.[52]
- Cop CON : وهو مؤتمر فريد لأعمال الشرطة عبر الإنترنت، ويُعقد في جميع أنحاء الهند كل عام بواسطة Cyber Army.[53]
- CypherCon : وهو مؤتمر القراصنة مقره في ميلووكي الذي يُعقد في أواخر فصل الشتاء من كل عام.[54]
- DEF CON : يُعقد هذا المؤتمر في لاس فيجاس، نيفادا، ويعتبر أكبر مؤتمر للقراصنة في الولايات المتحدة، ويُعقد خلال فصل الصيف (يونيو - أغسطس).
- DerbyCon : وهو مؤتمر سنوي للقراصنة مقره في لويزفيل، كنتاكي (2011-2019).[55]
- Diana Initiative : وهي مؤتمر سنوي للقراصنة لتعزيز دور المرأة في تقنيات الأمن السيبراني من قبل مبادرة ديانا غير الربحية التي تقع في لاس فيجاس، نيفادا.[56]
- Ekoparty : وهو مؤتمر للمتسللين في الأرجنتين، وواحد من أهم المؤتمرات في أمريكا الجنوبية، والذي يُعقد سنويًا في حوالي شهر سبتمبر في بوينس آيرس.[57]
- GrrCon : وهو مؤتمر القراصنة السنوي الذي يُعقد بشكل مستمر في كل أشهر سبتمبر في غراند رابيدز، ميشيغان.[58]
- GroundZero Summit : وهو مؤتمر سنوي للقراصنة يتم عقده في كل أشهر نوفمبر في فندق Ashoka ، نيودلهي.[59]
- Hack in the Box : وهو واحد من مؤتمرات القراصنة السنوي.[60][61]
- Hackers Day : وهو مؤتمر الذي كان يعرف سابقًا باسم DEFCON Lucknow ومقره لكناو، أحد أفضل مؤتمرات القرصنة في الهند التي تعقد كثيرًا في أشهر يناير إلى فبراير من كل عام.[62]
- Hackers 2 Hackers (H2HC) : يُعد هذا المؤتمر أحد أقدم المؤتمرات لبحوث الأمن والأمان (في القرصنة) في أمريكا اللاتينية وواحد من أقدم المؤتمرات التي لا تزال نشطة في العالم.
- Hackers Idol : هذا المؤتمر يعتبر مؤتمر فريد من نوعه والذي يجمع المتحمسين والموهوبين من المخترقين السيبرانيين. يُعقد هذا المؤتمر في جميع أنحاء الهند من قبل تنسيق الجيش الهندي السيبراني.[63]
- Hackers on Planet Earth (HOPE) ، يُعقد هذا المؤتمر في مدينة نيويورك بمن قبل تنسيق 2600: The Hacker Quarterly في منتصف الصيف (يوليو / أغسطس) كل عام.
- Hackfest.ca : يُعقد هذا المؤتمر في كيبيك، كندا، ويعتبر من المؤتمرات ذات ثنائية اللغة وتحتوي على ألعاب القرصنة.[64]
- HackMiami : وهو مؤتمر للقراصنة في ميامي، فلوريدا، نظمته HackMiami hackerspace.[65]
- Hacktivity :[66] في بودابست، المجر، كل سبتمبر، وهو أكبر مؤتمر للمتسللين في أوروبا الوسطى والشرقية.
- Hardwear.io : وهو مؤتمر أمان الأجهزة، وهو حدث سنوي لأمن الأجهزة. يُعقد هذا المؤتمر في لاهاي، هولندا، ويتم تنظيمه كل عام للرد على التهديدات والهجمات الناشئة على الأجهزة.[67]
- INFILTRATE :[68] تستضيفه Immunity، Inc ، وهو مؤتمر أمان فني عميق يركز على المشكلات الفنية الهجومية. يعقد المؤتمر سنويًا في ميامي بيتش بولاية فلوريدا منذ عام 2011.
- Kernelcon ، هو مؤتمر أوماها للقراصنة الاتفاقية، ويدعى بـ «نبراسكا» الذي يقام سنويا في شهر أبريل، ابتداء من عام 2019.
- Kiwicon : هو مؤتمر للقراصنة يُعقد في ولنجتون، نيوزيلندا.
- LayerOne : وهو مؤتمر يُعقد كل فصل ربيع في لوس أنجلوس، كاليفورنيا.[69]
- Malcon : وهو أول مؤتمر عالمي يختص بمناقشة البرامج الضارة، وتم استضافته في الهند.[70]
- No Hat : هو مؤتمر لأمن الكمبيوتر يعقد سنويًا في برغامو بإيطاليا.[71]
- NorthSec : يُعقد هذا المؤتمر في مونتريال، كيبيك، وهو حدث أمني مطبق يُعقد سنويًا في منتصف شهر مايو، ويتضمن يومين من المؤتمرات العامة يتبعه ورشة عمل CTF تُعقد في الموقع نفسه لمدة 48 ساعة.[72]
- Notacon : هو مؤتمر يُعقد في كليفلاند، أوهايو، وهو مؤتمر الفن والتكنولوجيا الذي عُقد في كثير من الأحيان في منتصف شهر أبريل.
- Nuit Du Hack : وهو مؤتمر يُعقد في باريس، فرنسا، وهو أقدم وأكبر مؤتمر للقراصنة يعقد بشكل متكرر في أواخر شهر يونيو.[73]
- PhreakNIC : هو مؤتمر يُعقد في ناشفيل، تينيسي، تحتجزه Nashville 2600. [74] في حوالي شهر أكتوبر.
- Pumpcon : وهو مؤتمر للقرصنة السنوية في حانة في فيلادلفيا، بنسلفانيا.[75]
- Quahogcon : وهو مؤتمر يُعقد في بروفيدنس، رود آيلاند ويقام في نهاية شهر أبريل من كل عام.[76]
- Roadsec :[77] هو واحد من أكبر مؤتمرات القرصنة في أمريكا اللاتينية، التي عقدت في البرازيل، مع نسخة مؤتمر مصغرة تُعقد على مدار العام بأكمله، ونسخة مؤتمر كبيرة تُعقد في ساو باولو في شهر نوفمبر (فبراير - نوفمبر).
- ROOTCON ، [78] عقد مؤتمر هاكر السنوي الأول في الفلبين سنويًا خلال فصل الصيف (سبتمبر - أكتوبر).
- RootedCON : يُعقد هذا المؤتمر في مدريد، إسبانيا، وهو واحد من أكبر مؤتمرات القراصنة في أوروبا. بدأت هذه الاتفاقية في عام 2010. (شهر مارس).
- ShmooCon ، وهو مؤتمر يُعقد في واشنطن العاصمة، وقد بدأ في عام 2005 من قبل مجموعة Shmoo ، وعُقد سنويًا في أواخر الشتاء (عادةً فبراير).
- SkyDogCon : هو مؤتمر التكنولوجيا في ناشفيل، تينيسي وهو مخصص للفرد في ظل عصر النهضة. SkyDogCon موجود لتسهيل التعلم، وتبادل المعلومات، والاختلاط مع أشخاص مثل التفكير في جو مريح.[79]
- Summercon : هي واحدة من أقدم اتفاقيات القراصنة، التي عقدت خلال فصل الصيف (في كثير من الأحيان في شهر يونيو). وقد ساعد في وضع سابقة لـ «سلبيات» أكثر حداثة مثل HOPE و DEF CON.
- The Hackers Conference : هو أكبر مؤتمر للأمن السيبراني في الهند، ويُعقد في نيودلهي، الهند (كل عام).[80]
- THOTCON : وهو مؤتمر القراصنة مقره شيكاغو الذي يُعقد في فصل الربيع كل عام.[81]
- ToorCon : هي اتفاقية سان دييغو المخصصة للقراصنة التي اظهرت من مجموعة المستخدمين بقدر (2600 مستخدم) وبشكل متكرر في أواخر شهر سبتمبر.[82]
- WildWestHackinFest : وهو مؤتمر يركز على التدريب والتطوير الذي عُقد في Deadwood ، داكوتا الجنوبية في شهر أكتوبر. استكشف Black Hills وتعرف على كيفية اختراق كل الأشياء، بما في ذلك إنترنت الأشياء.[83]
- ZeroAccess : وهو مؤتمر دولي فريد من نوعه للأمن السيبراني، ويُعقد فيالهند في شهر أبريل من قبل الجيش السيبراني الهندي.
- Sthack : هو مؤتمر سنوي للأمن في بوردو، يليه مؤتمر Capture The Flag التقليدي.

## اتفاقيات القراصنة غير السنوية
- Stichting HAL2001 ، هي منظمة غير ربحية، تعقد مؤتمرًا للمتسللين الهولنديين كل أربع سنوات. لديهم، حتى الآن، عقد HAL2001 (المتسللين على نطاق واسع) و What The Hack (2005، الذي كان يطلق عليه في الأصل HEX (في إشارة إلى الذكرى 16 للحدث، وكذلك اختصار لـ Hacking Extreme)). كانت المؤتمرات الهولندية التي عقدت قبل وجود Stichting HAL2001 عبارة عن Galactic Hacker Party (1989) و Hacking at the نهاية الكون (1993) و Hacking In Progress (1997)، وهي ملحوظة لعقدها في وقت واحد وبالتزامن مع Beyond HOPE . المنظمة غير الهادفة للربح "Stichting Hxx" [84] كانت تنظم تجسيد هذا الاشتراك لعام 2009 ؛ HAR (القرصنة عشوائيا).[85] خلال صيف عام 2013، تم عقد أحدث نسخة من المسلسل، تسمى OHM (Observe Hack Make).[86]

## إنظر أيضاً
- مركز أمن الإنترنت